# 再生龍
再生龍（Clonezilla）是一個免費的災難恢復、硬碟克隆、硬碟映像檔製作的部署和解決方案，由中華民國的國家高速網路與計算中心（國網中心）所開發，以GNU通用公共授權條款（GPL）發佈。

## 資料來源
1. ↑  .   [2022-11-05]. （原始内容存档于2019-11-01）.
2. ↑  .   [2022-11-29]. （原始内容存档于2014-06-06）.
3. ↑  .   [2011-01-06]. （原始内容存档于2020-02-03）.

## 參看
- 企鵝龍